# Llista d'asteroides/158701-158800
| Nom      | Designació provisional | Data de descobriment   | Lloc de descobriment | Descobridor/s |
| -------- | ---------------------- | ---------------------- | -------------------- | ------------- |
| 158701 - | 2003 FU108             | 31 de març de 2003     | Socorro              | LINEAR        |
| 158702 - | 2003 FP121             | 25 de març de 2003     | Anderson Mesa        | LONEOS        |
| 158703 - | 2003 FX130             | 31 de març de 2003     | Anderson Mesa        | LONEOS        |
| 158704 - | 2003 FK131             | 25 de març de 2003     | Anderson Mesa        | LONEOS        |
| 158705 - | 2003 GO3               | 1 d'abril de 2003      | Socorro              | LINEAR        |
| 158706 - | 2003 GL7               | 1 d'abril de 2003      | Socorro              | LINEAR        |
| 158707 - | 2003 GQ7               | 1 d'abril de 2003      | Socorro              | LINEAR        |
| 158708 - | 2003 GY7               | 3 d'abril de 2003      | Anderson Mesa        | LONEOS        |
| 158709 - | 2003 GJ12              | 1 d'abril de 2003      | Socorro              | LINEAR        |
| 158710 - | 2003 GA19              | 4 d'abril de 2003      | Kitt Peak            | Spacewatch    |
| 158711 - | 2003 GB27              | 5 d'abril de 2003      | Haleakala            | NEAT          |
| 158712 - | 2003 GZ42              | 9 d'abril de 2003      | Palomar              | NEAT          |
| 158713 - | 2003 HC5               | 24 d'abril de 2003     | Anderson Mesa        | LONEOS        |
| 158714 - | 2003 HO12              | 23 d'abril de 2003     | Campo Imperatore     | CINEOS        |
| 158715 - | 2003 HR21              | 26 d'abril de 2003     | Haleakala            | NEAT          |
| 158716 - | 2003 HS22              | 25 d'abril de 2003     | Socorro              | LINEAR        |
| 158717 - | 2003 HP45              | 30 d'abril de 2003     | Socorro              | LINEAR        |
| 158718 - | 2003 HW45              | 27 d'abril de 2003     | Anderson Mesa        | LONEOS        |
| 158719 - | 2003 JL7               | 2 de maig de 2003      | Kitt Peak            | Spacewatch    |
| 158720 - | 2003 JF17              | 8 de maig de 2003      | Socorro              | LINEAR        |
| 158721 - | 2003 KN10              | 25 de maig de 2003     | Kitt Peak            | Spacewatch    |
| 158722 - | 2003 KC18              | 27 de maig de 2003     | Haleakala            | NEAT          |
| 158723 - | 2003 KK28              | 21 de maig de 2003     | Anderson Mesa        | LONEOS        |
| 158724 - | 2003 KX34              | 29 de maig de 2003     | Socorro              | LINEAR        |
| 158725 - | 2003 KD35              | 29 de maig de 2003     | Kitt Peak            | Spacewatch    |
| 158726 - | 2003 LG2               | 1 de juny de 2003      | Socorro              | LINEAR        |
| 158727 - | 2003 MD                | 21 de juny de 2003     | Socorro              | LINEAR        |
| 158728 - | 2003 ML1               | 23 de juny de 2003     | Socorro              | LINEAR        |
| 158729 - | 2003 MP3               | 25 de juny de 2003     | Socorro              | LINEAR        |
| 158730 - | 2003 MJ7               | 29 de juny de 2003     | Socorro              | LINEAR        |
| 158731 - | 2003 MS8               | 28 de juny de 2003     | Socorro              | LINEAR        |
| 158732 - | 2003 NS7               | 9 de juliol de 2003    | Kitt Peak            | Spacewatch    |
| 158733 - | 2003 OS5               | 24 de juliol de 2003   | Reedy Creek          | J. Broughton  |
| 158734 - | 2003 OP12              | 26 de juliol de 2003   | Haleakala            | NEAT          |
| 158735 - | 2003 OG19              | 30 de juliol de 2003   | Palomar              | NEAT          |
| 158736 - | 2003 PK3               | 2 d'agost de 2003      | Haleakala            | NEAT          |
| 158737 - | 2003 PL3               | 2 d'agost de 2003      | Haleakala            | NEAT          |
| 158738 - | 2003 QF8               | 20 d'agost de 2003     | Palomar              | NEAT          |
| 158739 - | 2003 QY31              | 21 d'agost de 2003     | Palomar              | NEAT          |
| 158740 - | 2003 QJ36              | 22 d'agost de 2003     | Socorro              | LINEAR        |
| 158741 - | 2003 QA37              | 22 d'agost de 2003     | Palomar              | NEAT          |
| 158742 - | 2003 QV41              | 22 d'agost de 2003     | Socorro              | LINEAR        |
| 158743 - | 2003 QH43              | 22 d'agost de 2003     | Haleakala            | NEAT          |
| 158744 - | 2003 QT44              | 23 d'agost de 2003     | Socorro              | LINEAR        |
| 158745 - | 2003 QU49              | 22 d'agost de 2003     | Haleakala            | NEAT          |
| 158746 - | 2003 QF51              | 22 d'agost de 2003     | Palomar              | NEAT          |
| 158747 - | 2003 QF52              | 23 d'agost de 2003     | Palomar              | NEAT          |
| 158748 - | 2003 QX56              | 23 d'agost de 2003     | Socorro              | LINEAR        |
| 158749 - | 2003 QW57              | 23 d'agost de 2003     | Palomar              | NEAT          |
| 158750 - | 2003 QB61              | 23 d'agost de 2003     | Socorro              | LINEAR        |
| 158751 - | 2003 QZ62              | 23 d'agost de 2003     | Socorro              | LINEAR        |
| 158752 - | 2003 QV71              | 25 d'agost de 2003     | Haleakala            | NEAT          |
| 158753 - | 2003 QP76              | 24 d'agost de 2003     | Socorro              | LINEAR        |
| 158754 - | 2003 QW81              | 23 d'agost de 2003     | Palomar              | NEAT          |
| 158755 - | 2003 QP85              | 24 d'agost de 2003     | Socorro              | LINEAR        |
| 158756 - | 2003 QU87              | 25 d'agost de 2003     | Socorro              | LINEAR        |
| 158757 - | 2003 QV87              | 25 d'agost de 2003     | Socorro              | LINEAR        |
| 158758 - | 2003 QG95              | 29 d'agost de 2003     | Haleakala            | NEAT          |
| 158759 - | 2003 QC96              | 30 d'agost de 2003     | Haleakala            | NEAT          |
| 158760 - | 2003 QL101             | 29 d'agost de 2003     | Socorro              | LINEAR        |
| 158761 - | 2003 QK102             | 31 d'agost de 2003     | Kitt Peak            | Spacewatch    |
| 158762 - | 2003 RS                | 2 de setembre de 2003  | Socorro              | LINEAR        |
| 158763 - | 2003 RO7               | 4 de setembre de 2003  | Socorro              | LINEAR        |
| 158764 - | 2003 RM12              | 14 de setembre de 2003 | Palomar              | NEAT          |
| 158765 - | 2003 RA13              | 14 de setembre de 2003 | Haleakala            | NEAT          |
| 158766 - | 2003 SD5               | 16 de setembre de 2003 | Kitt Peak            | Spacewatch    |
| 158767 - | 2003 SG5               | 16 de setembre de 2003 | Kitt Peak            | Spacewatch    |
| 158768 - | 2003 SQ45              | 16 de setembre de 2003 | Anderson Mesa        | LONEOS        |
| 158769 - | 2003 SY47              | 18 de setembre de 2003 | Palomar              | NEAT          |
| 158770 - | 2003 SD56              | 16 de setembre de 2003 | Anderson Mesa        | LONEOS        |
| 158771 - | 2003 SC58              | 16 de setembre de 2003 | Kitt Peak            | Spacewatch    |
| 158772 - | 2003 SB60              | 17 de setembre de 2003 | Anderson Mesa        | LONEOS        |
| 158773 - | 2003 SY60              | 17 de setembre de 2003 | Kitt Peak            | Spacewatch    |
| 158774 - | 2003 SK62              | 17 de setembre de 2003 | Kitt Peak            | Spacewatch    |
| 158775 - | 2003 SR64              | 18 de setembre de 2003 | Campo Imperatore     | CINEOS        |
| 158776 - | 2003 SK65              | 18 de setembre de 2003 | Anderson Mesa        | LONEOS        |
| 158777 - | 2003 SV65              | 18 de setembre de 2003 | Socorro              | LINEAR        |
| 158778 - | 2003 SC67              | 19 de setembre de 2003 | Socorro              | LINEAR        |
| 158779 - | 2003 SJ75              | 18 de setembre de 2003 | Kitt Peak            | Spacewatch    |
| 158780 - | 2003 SN75              | 18 de setembre de 2003 | Kitt Peak            | Spacewatch    |
| 158781 - | 2003 SO90              | 18 de setembre de 2003 | Socorro              | LINEAR        |
| 158782 - | 2003 SB97              | 19 de setembre de 2003 | Palomar              | NEAT          |
| 158783 - | 2003 SO102             | 20 de setembre de 2003 | Socorro              | LINEAR        |
| 158784 - | 2003 SB103             | 20 de setembre de 2003 | Haleakala            | NEAT          |
| 158785 - | 2003 SG118             | 16 de setembre de 2003 | Palomar              | NEAT          |
| 158786 - | 2003 SB121             | 17 de setembre de 2003 | Socorro              | LINEAR        |
| 158787 - | 2003 SJ121             | 17 de setembre de 2003 | Kitt Peak            | Spacewatch    |
| 158788 - | 2003 SK126             | 19 de setembre de 2003 | Kitt Peak            | Spacewatch    |
| 158789 - | 2003 SB128             | 20 de setembre de 2003 | Socorro              | LINEAR        |
| 158790 - | 2003 SG134             | 18 de setembre de 2003 | Palomar              | NEAT          |
| 158791 - | 2003 SJ138             | 19 de setembre de 2003 | Haleakala            | NEAT          |
| 158792 - | 2003 SM139             | 18 de setembre de 2003 | Socorro              | LINEAR        |
| 158793 - | 2003 SF143             | 20 de setembre de 2003 | Socorro              | LINEAR        |
| 158794 - | 2003 SG149             | 16 de setembre de 2003 | Kitt Peak            | Spacewatch    |
| 158795 - | 2003 SZ157             | 21 de setembre de 2003 | Socorro              | LINEAR        |
| 158796 - | 2003 SQ162             | 19 de setembre de 2003 | Socorro              | LINEAR        |
| 158797 - | 2003 SR164             | 20 de setembre de 2003 | Anderson Mesa        | LONEOS        |
| 158798 - | 2003 SR168             | 23 de setembre de 2003 | Haleakala            | NEAT          |
| 158799 - | 2003 SV186             | 22 de setembre de 2003 | Anderson Mesa        | LONEOS        |
| 158800 - | 2003 SX187             | 22 de setembre de 2003 | Anderson Mesa        | LONEOS        |